# Воув, Антон ван
Антон ван Воув (27 декабря 1862 года, Дриберген — 30 июля 1945 года, Претория) — скульптор голландского происхождения, работавший в ЮАР. Основатель южно-африканской школы скульптуры.

## Биография
Антон ван Воув родился 27 декабря 1862 года в Дрибергене. Он был сыном учителя Лудольфа Анне Фредерик Хенрик ван Воува и Елены Керлен. Мальчик получил образование в Роттердаме в Академии изящных искусств.
Позже, когда Воуву было 28 лет, он решил поехать искать работу в развивающийся южно-африканский город Преторию. Работу он ждал 10 лет. Наконец скульптор получил задание от местного финансиста Сэмми Маркса на создание монументальной статуи Пауля Крюгера (в честь бывшего президента ЮАР), которая ныне находится на церковной площади.
За время, проведенное в Претории, у Воува появились симпатии к бурам. Это сильно повлияло на его художественное творчество. Его работы ныне отождествляются с борьбой и надеждами людей на свободу. Эта приверженность отразилась в творчестве мастера.

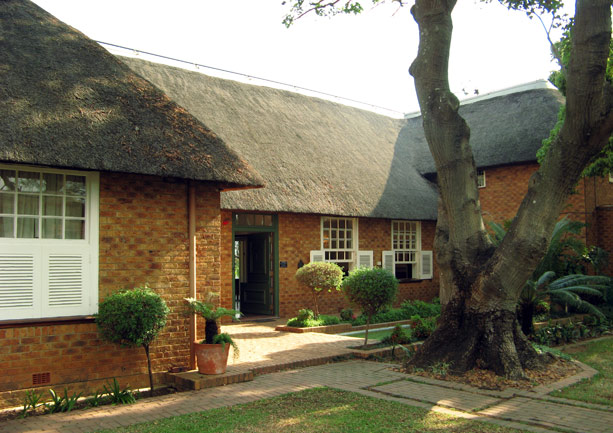
Дом, где жил скульптор Антон ван Воув, Претория

Одной из его самых заметных работ является фигура женщины, использованная в памятнике вблизи Блумфонтейна. Он сотрудничал с архитектором Франсом Соффом. Воув был также автором фигуры женщины, включенной в монумент Voortrekker возле Претории, бюста генерала Христиана де Вета и статуи Луиса Боты в Дурбане.
В своих скульптурах Антон ван Воув изображал и людей коренных национальностей, их можно найти среди его малых скульптур. Они гораздо менее формальны, чем его крупные работы. Их привлекательность — в ярких и реалистичных выражениях лиц людей.
Антон ван Воув скончался 30 июля 1945 года в Претории. В его доме в 1974 году был открыт музей Университета Претории.

## Работы
Его скульптура «Женщины и дети» была завершена в 1938 году. Это бронзовая статуя в честь Первопроходцев. Скульптура расположена у основания монумента Voortrekker в Претории. Её высота составляет 4.1 метра, а вес — 2,5 тонны. Скульптура сделана по проекту Ренцо Виньяли (Renzo Vignali) в Претории.
Моделью женщины в скульптуре была Изабель Сниман (Isabel Snyman), девушки — Бетти Вольк (Betty Wolk), мальчика — Джозеф Голдштейн (Joseph Goldstein).

## Галерея

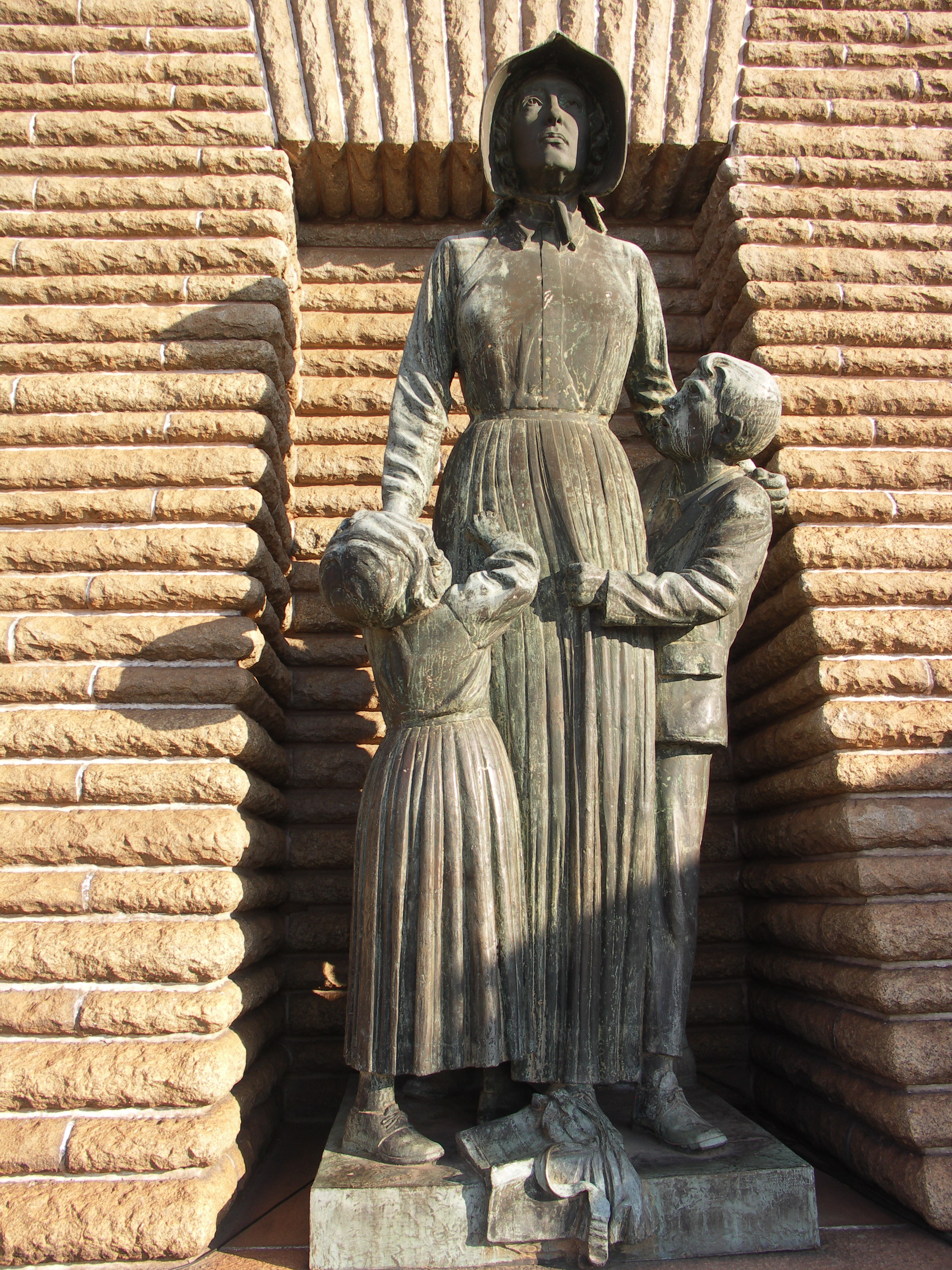
Скульптура «Женщины и дети»
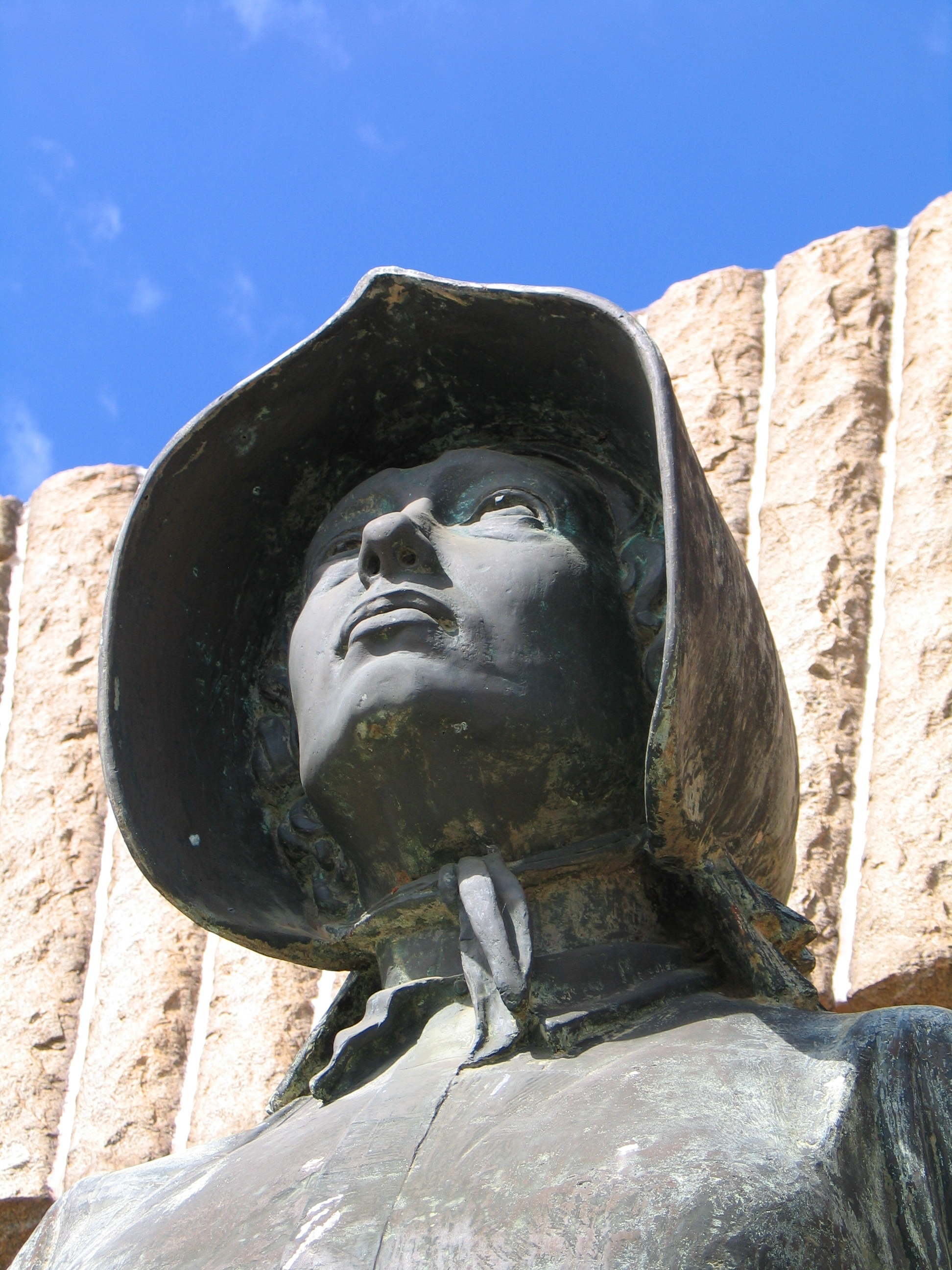
Фрагмент скульптуры «Женщины и дети»
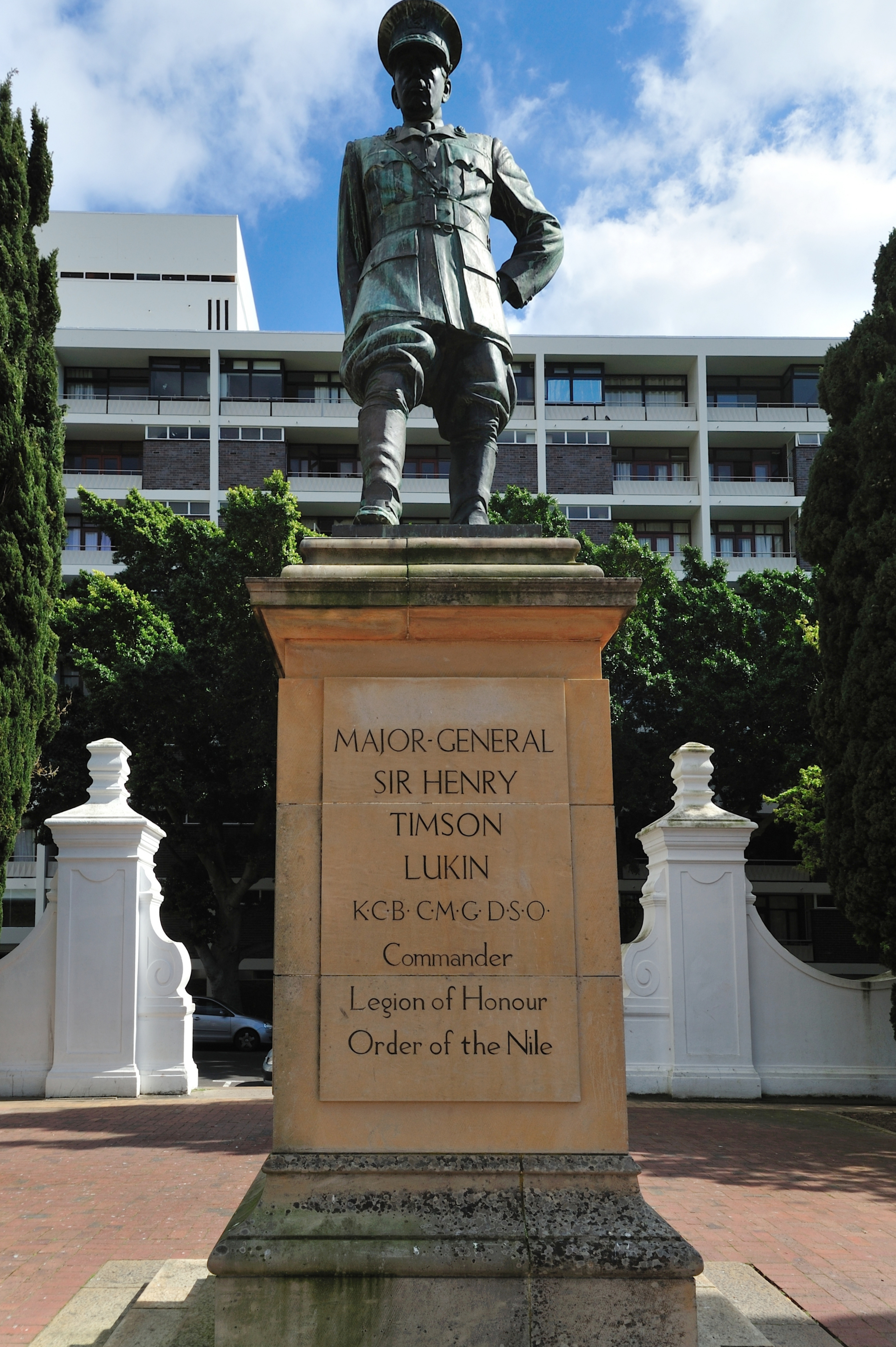
Скульптура Генерал-майора Генри Тимсона, Кейптаун
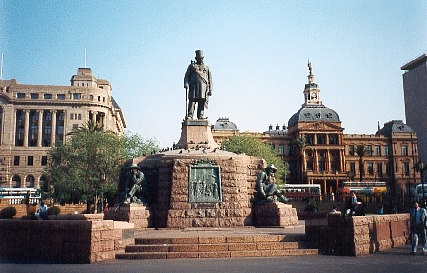
Статуя Пауля Крюгера на церковной площади, Претория
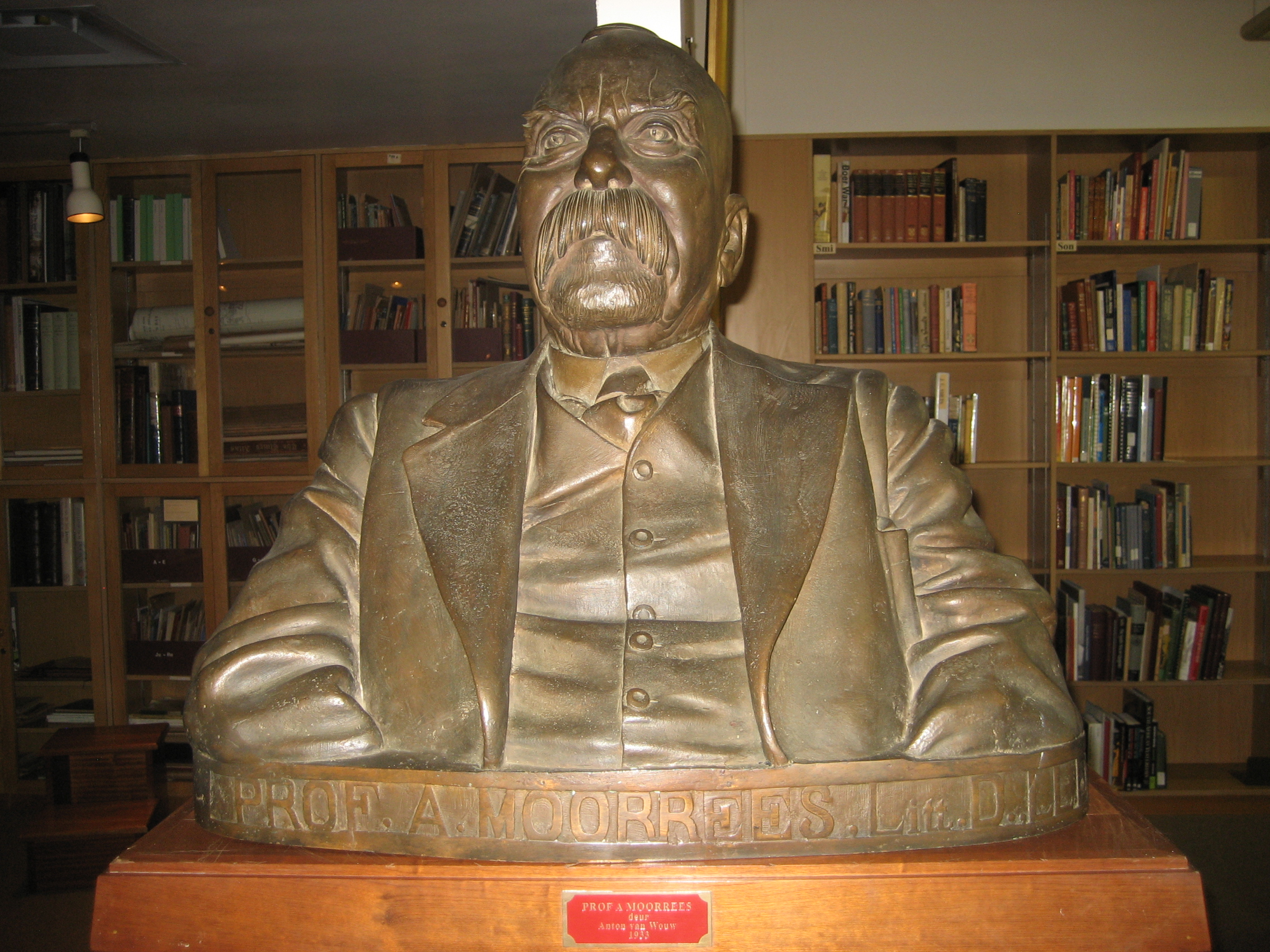
Бюст профессора Adriaan Moorrees (1855-1935). Коллекция библиотеки J.S. Gericke, Stellenbosch (South Africa)
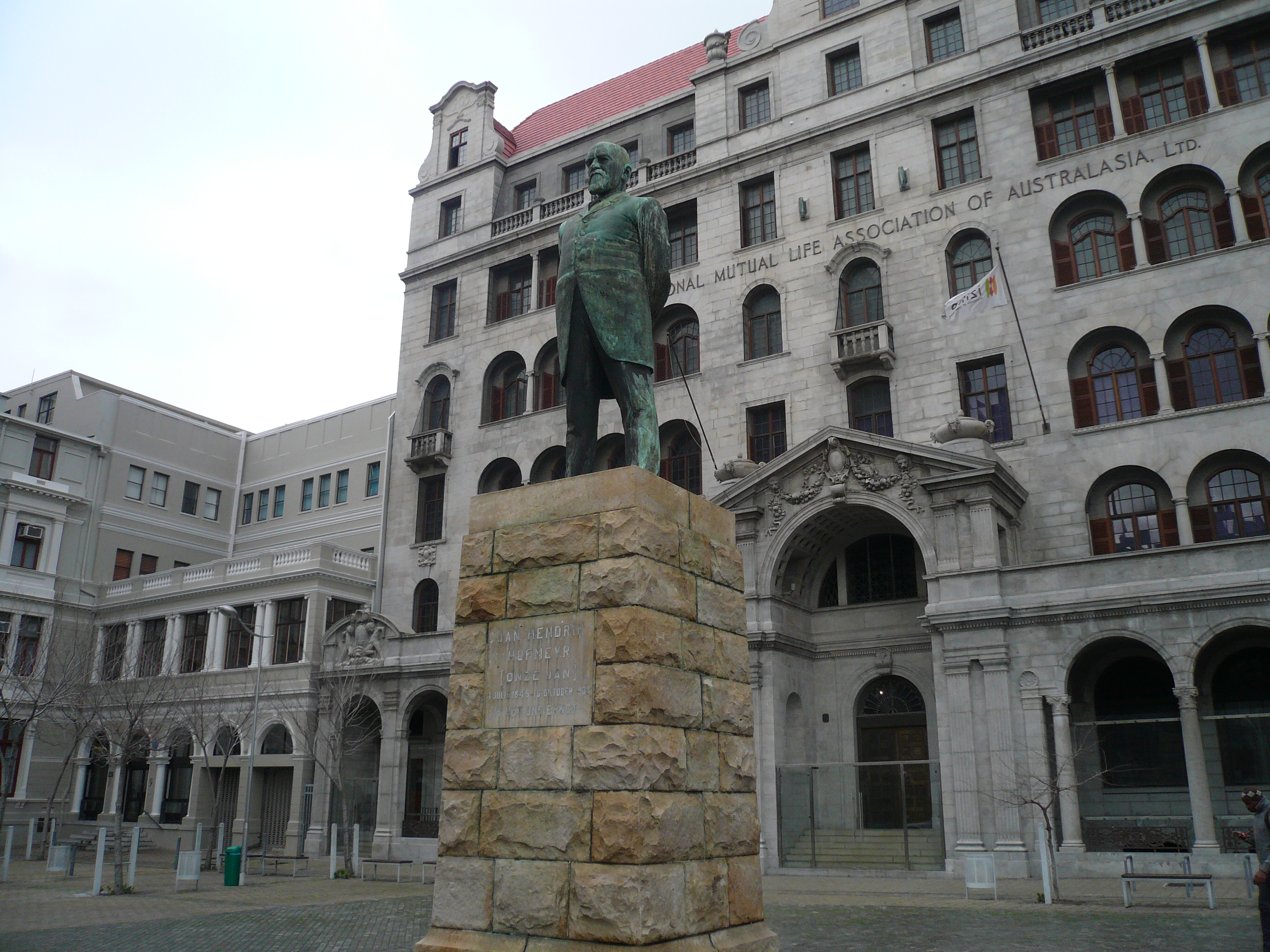
Ян Хендрик Хофмейр (Hofmeyr), церковный сквер, Кейптаун